# District de La Mesa
Le district de La Mesa est l'une des divisions qui composent la province de Veraguas, au Panama. En 2010, le district comptait 11 631 habitants.

## Crédit d'auteurs
- (es) Cet article est partiellement ou en totalité issu de l’article de Wikipédia en espagnol intitulé « Distrito de La Mesa » (voir la liste des auteurs).